# Maria di Cleofa
Maria di Cleofa (Μαρία ἡ τοῦ Κλωπᾶ) (fl. I secolo), è una discepola di Gesù menzionata in Gv 19,25, presente durante la passione di Gesù. Viene festeggiata dalla Chiesa cattolica come santa il 24 aprile assieme a santa Salome.
Da molti esegeti cattolici viene indicata come moglie (e non figlia) di Cleofa, fratello di san Giuseppe, e madre dei fratelli di Gesù, seguendo l'interpretazione che "Cleofa" e "Alfeo" siano la medesima persona e non due personaggi distinti. Seppur per molti parrebbe solo un'ipotesi, a tutt'oggi sembra la più attendibile seguendo le sole Scritture (vedi anche Fratelli di Gesù).

## Nuovo Testamento
L'esame sinottico di Vangelo secondo Matteo 27,56 e Vangelo secondo Marco 15,40, che (come Gv 19,25) descrive le donne presenti alla passione di Gesù, porta a identificare Maria di Cleofa con la madre di Giacomo il Minore e Giuseppe-Ioses, oltre che a identificare Salome come madre dei figli di Zebedeo.
Viene inoltre identificata con "l'altra Maria" di Matteo 27,61;28,1 presente durante la deposizione di Gesù e testimone della tomba vuota, che in Marco 16,1 e Luca 24,10 viene indicata come "Maria (madre) di Giacomo", e in Marco 15,47 come "Maria (madre) di Ioses".
|               | Vangelo secondo Matteo | Vangelo secondo Marco | Vangelo secondo Luca                                                                                        | Vangelo secondo Giovanni                                                                                                |
| ------------- | --- | --- | --- | --- |
| Crocifissione | Tra costoro Maria di Màgdala, Maria madre di Giacomo e di Giuseppe, e la madre dei figli di Zebedèo (27,56)                           | C'erano anche alcune donne, che stavano ad osservare da lontano, tra le quali Maria di Màgdala, Maria (madre) di Giacomo il minore e di Ioses, e Salome (15,40) | (23,49) | Stavano presso la croce di Gesù sua madre, la sorella (cognata) di sua madre Maria di Clèofa e Maria di Màgdala (19,25) |
| Deposizione   | Erano lì, davanti al sepolcro, Maria di Màgdala e l'altra Maria (27,61)                                                               | Intanto Maria di Màgdala e Maria (madre) di Ioses stavano ad osservare dove veniva deposto (15,47)                                                              | (23,55) | (19,38-42) |
| Risurrezione  | Passato il sabato, all'alba del primo giorno della settimana, Maria di Màgdala e l'altra Maria andarono a visitare il sepolcro (28,1) | Passato il sabato, Maria di Màgdala, Maria di Giacomo e Salome comprarono oli aromatici per andare a imbalsamare Gesù [poi vennero al sepolcro...] (16,1)       | Maria di Màgdala, Giovanna e Maria di Giacomo (e le altre tornarono dal sepolcro e annunciarono...) (24,10) | (20,1) |

Nella tradizione cattolica, che vede in Giovanni 19,25 tre Marie, viene considerata moglie di Cleofa-Alfeo, zio paterno di Gesù, e dunque cognata ("sorella" in Vangelo secondo Giovanni 19,25) della Maria madre di Gesù. Era pertanto madre dei cugini di Gesù Giacomo (l'apostolo figlio di Alfeo), Giuseppe, Simone (l'apostolo Simone lo Zelota) e Giuda (l'apostolo Giuda Taddeo).
L'interpretazione protestante e di alcuni studiosi cattolici vede in Gv 19,25 quattro donne: Maria madre di Gesù; sua sorella, Maria di Cleofa; la Maddalena. L'interpretazione delle tre Marie viene rifiutata anche dal cattolico Brown: "Giovanni (19,25) si può anche leggere vedendovi tre donne (sua madre, la sorella di sua madre Maria di Cleofa e Maria di Magdala); ma è improbabile che due sorelle si chiamassero entrambe Maria". Lo stesso testo però poche pagine prima sottolinea come il termine "fratello" nella Bibbia abbia un significato più ampio di quello di figlio della stessa madre: "È noto che nel Nuovo Testamento adelphos indica a volte altri rapporti di relazione [...]. Nell'Antico Testamento greco adelphos è volte utilizzato nel senso più ampio di congiunto, parente".
Il testo greco però, potrebbe implicitamente fornire un sostegno alla risoluzione della questione. Essendoci in 19,25 solo due congiunzioni καὶ ("e") l'evangelista sembra suggerire la presenza di solo tre donne: ἡ μήτηρ αὐτοῦ καὶ ἡ ἀδελφὴ τῆς μητρὸς αὐτοῦ Μαρία ἡ τοῦ Κλωπᾶ καὶ Μαρία ἡ Μαγδαληνή. Questa interpretazione appare in contrasto con l'interpretazione protestante circa le quattro donne ai piedi della croce e, implicitamente, anche contro la tesi sui presunti fratelli carnali di Gesù. Se infatti Maria di Cleofa è detta "sorella di sua madre", pur essendone solo una parente prossima, è verosimile concludere che i fratelli di Gesù citati in altri brani dei Vangeli fossero in realtà suoi prossimi parenti, presumibilmente i figli di Maria di Cleofa/Alfeo Giuseppe e Simone. Una conclusione contestata dalle dottrine protestanti che non concepiscono la verginità di Maria dopo la nascita di Gesù pur condividendo il concepimento verginale della stessa.

## Letteratura apocrifa e patristica

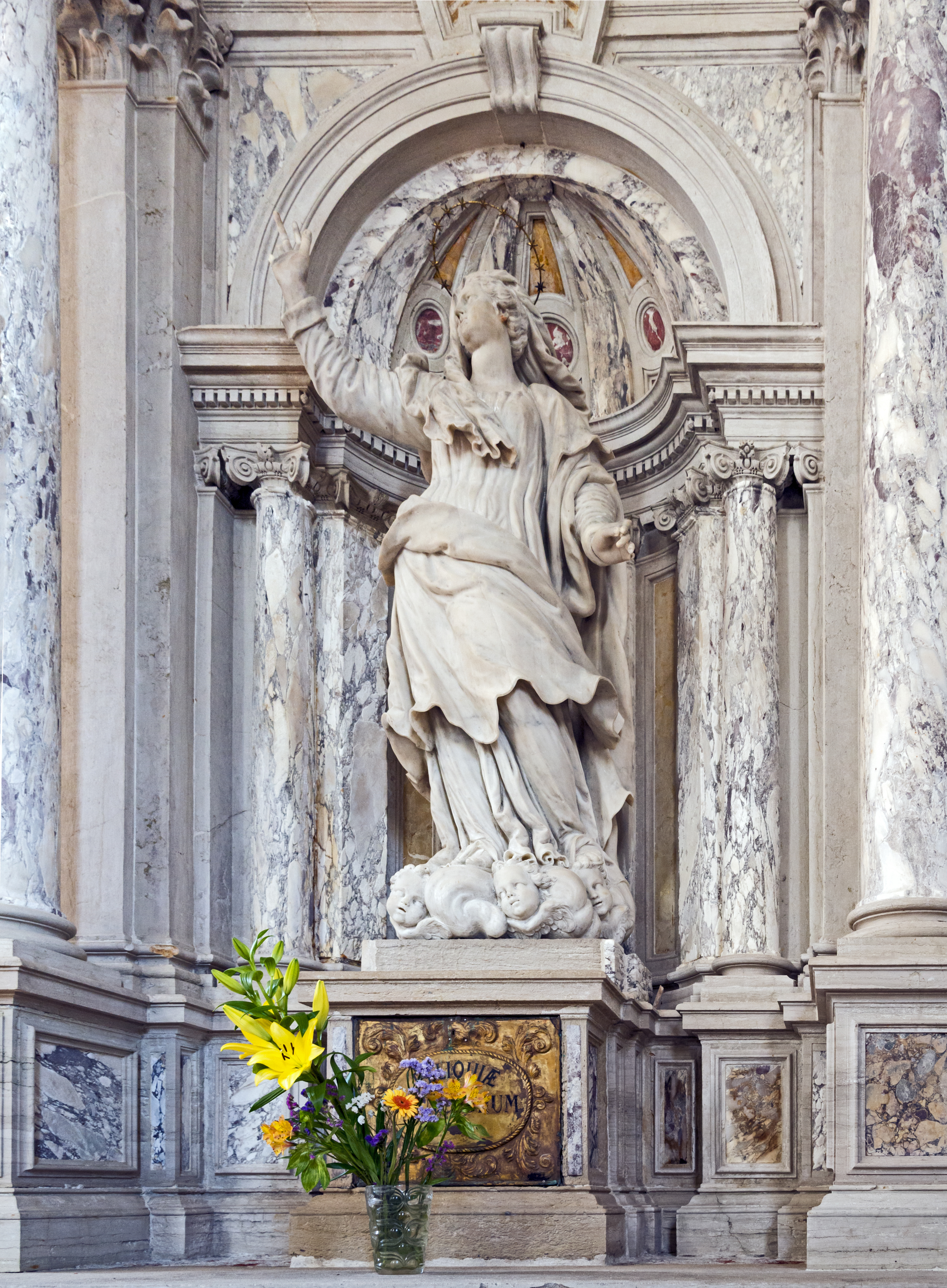
Maria di Cleofa - Chiesa di Sant'Andrea della Zirada

Maria di Cleofa viene nominata numerose volte anche nella letteratura apocrifa, non inclusa nel Canone, ma a seconda dei testi cambia la sua parentela con Cleofa.
Secondo il Vangelo dello Pseudo-Tommaso, per esempio, Maria sarebbe madre di Cleofa e moglie di un tal Tolomeo. Questo Cleofa, sempre secondo lo stesso vangelo, sarebbe l'apostolo di Gesù chiamato Bartolomeo.
Maria di Cleofa poi è moglie di Cleofa/Cleopa/Alfeo secondo il Frammento Papia, attribuito al vescovo Papia, discepolo dell'apostolo Giovanni figlio di Zebedeo. Secondo il Frammento, ella sarebbe la madre di Giacomo il Minore, di Giuseppe, di Simone lo Zelota e di Giuda Taddeo – tre dei quali sono apostoli. La Chiesa cattolica potrebbe dedurre da questo frammento la credenza che Maria di Cleofa sia la madre dei cosiddetti "fratelli di Gesù" – ipotesi non condivisa dai soli protestanti.
Infine, Maria di Cleofa sarebbe figlia di Cleofa (fratello di san Gioacchino) secondo il Vangelo dello Pseudo-Matteo.
Non è da escludere l'ipotesi secondo la quale il nome Cleofa/Cleopa/Alfeo, che significa «il successore» (da cui il titolo arabo di "califfo") sia in realtà un titolo che quindi designerebbe il padre (vedi Vangelo dello Pseudo-Matteo) di questa Maria, suo figlio (vedi Vangelo dello Pseudo-Tommaso) Bartolomeo (identificabile col suo figlio di nome Giuseppe citato da Papia?) e suo marito Tolomeo (vedi Vangelo dello Pseudo-Tommaso e Frammento Papia).
Il marito di questa Maria, di nome Cleofa, secondo i Padri della Chiesa, sarebbe il fratello di san Giuseppe (padre anagrafico di Gesù), mentre il di lei padre sarebbe un fratello di san Gioacchino.

## Culto
Dal Martirologio Romano al 24 aprile: "A Gerusalemme, commemorazione delle sante donne Maria di Cleofa e Salomè, che insieme a Maria Maddalena vennero la mattina di Pasqua al sepolcro del Signore per ungere il suo corpo e per prime udirono l'annuncio della sua risurrezione".